# Anki Edvinsson
Ann-Christin "Anki" Edvinsson Hedström, född 6 januari 1971 i Mariestad, Skaraborgs län, är en svensk programledare, journalist och författare. 
Anki Edvinsson Hedström började som väderpresentatör på TV4 1993–2000. 1999 utbildade hon sig till journalist på Poppius journalistskola. Anki har bland annat arbetat som reporter/programledare för reseprogrammet När & fjärran och Ordjakten på TV4 och som reporter i Akademien för det okända. Hon medverkade i 2008 års upplaga av Stjärnor på is. 2010–2014 arbetade hon som nyhetsuppläsare, reporter och redaktör för TV4Nyheterna i Umeå, Luleå, Sundsvall och Östersund. 
Edvinsson Hedström har studerat kriminologi vid Umeå universitet. I mars 2018 debuterade hon som författare med deckaren Lust att döda.
2012 gifte hon sig med Peter Hedström och de bor i Stockholm.